# Condado de Marathon
El condado de Marathon (en inglés: Marathon County), fundado en 1807, es uno de 72 condados del estado estadounidense de Wisconsin. En el año 2000, el condado tenía una población de 125,834 habitantes y una densidad poblacional de 31 personas por km². La sede del condado es Wausau.

## Geografía
Según la Oficina del Censo, el condado tiene un área total de 4,082 km², de la cual 4,002 km² es tierra y 80 km² (1.98%) es agua.

### Condados adyacentes
- Condado de Lincoln (norte)
- Condado de Langlade (noreste)
- Condado de Shawano (este)
- Condado de Waupaca (sureste)
- Condado de Portage (sur)
- Condado de Wood (sur)
- Condado de Clark (oeste)
- Condado de Taylor (noroeste)

## Demografía
En el censo de 2000, había 125,834 personas, 47,702 hogares y 33,868 familias residiendo en el condado. La densidad poblacional era de 31 personas por km². En el 2000 había 50,360 unidades habitacionales en una densidad de 13 por km². La demografía del condado era de 93.84% blancos, 0.28% afroamericanos, 0.35% amerindios, 4.54% asiáticos, 0.02% isleños del Pacífico, 0.26% de otras razas y 0.72% de dos o más razas. 0.78% de la población era de origen hispano o latino de cualquier raza.

## Localidades

### Ciudades
| - Abbotsford ‡ - Colby ‡ - Marshfield ‡ | - Mosinee - Schofield - Wausau |

### Villas
| - Athens - Birnamwood ‡ - Brokaw | - Dorchester ‡ - Edgar - Elderon | - Evergreen † - Fenwood - Hatley | - Kronenwetter - Marathon City - Rothschild | - Spencer - Stratford | - Unity ‡ - Weston |

### Pueblos
| - Bergen - Berlin - Bern - Bevent - Brighton - Cassel | - Cleveland - Day - Easton - Eau Pleine - Elderon - Emmet | - Frankfort - Franzen - Green Valley - Guenther - Halsey - Hamburg | - Harrison - Hewitt - Holton - Hull - Johnson - Knowlton | - Maine - Marathon - McMillan - Mosinee - Norrie - Plover | - Reid - Rib Falls - Rib Mountain - Rietbrock - Ringle - Spencer | - Stettin - Texas - Wausau - Weston - Wien |

### Áreas no incorporadas
| - Dancy - Galloway - Granite Heights | - Halder - Hogarty - Little Chicago | - Moon - Nutterville - Pike Lake | - Poniatowski - Rozellville - Shantytown |

† Área no incorporada o villa anexada
‡ Ubicada parcialmente en el condado de Marathon